# Csodaidők
A Csodaidők Görgey Etelka regény-tetralógiájának címe, amelynek első kötete Az ogfák vöröse címmel 2006-ban, második kötete, a Kiszakadtak 2008-ban jelent meg az Animus Kiadó gondozásában, a harmadik kötet, az Árulás 2009-ben, a negyedik (záró) kötet, a Hazatérők 2010-ben a Shremeya Kft. kiadásában.

## A szerzőség kérdése
A könyv címlapján szerzőként a Raana Raas név olvasható. Azonban már a bevezetőből kiderül, hogy jelen esetben nem a hagyományos értelemben vett írói álnévről van szó: Raana Raas a történet egyik szereplője, aki az események után írja meg visszaemlékezéseit. A kolofon-oldalról, a copyright-információból tudható a szerző valódi személye.

## Műfaja
A történet a jövőben játszódik, az első kötet cselekménye 3920-ban kezdődik. Ebből következően a regény alapbesorolása sci-fi lenne. A cselekmény ismeretében azonban a családregény vagy a társadalomrajz, utópia találóbb megjelölésnek bizonyul.

## A történet háttere
A történet háttere azért fontos, mert a regény „úgy tesz”, mintha történelmi regény lenne. Ebbe illeszkedik már az elején az a fikció, amely a többi esemény keretét is megadja, a könyv írója: Raana Raas.
Raana, akinek kilétére az első kötetből nem derül fény a mi időszámításunk szerinti 3960-ban írja meg a történteket.
Már az előszóból kiderül, hogy Raana világa nem egységes, hanem két nagy részre osztott: a nitan nyelvű Kavenre, és a lish nyelvű külsős (ez a regényben végig a nem kaveniek jelzője) világra.
A külsős világ saját világunkra hasonlít (s a lish tulajdonképpen az olvasó nyelve): multikulturális, „univerzalizált” társadalom, bár politikailag nem egységes: rengeteg kisebb, és két nagyobb államra tagolódik, mely utóbbiak közül az egyik, a Csillagunió (CSU) egy Martyn nevű tehetséges politikus vezetése alatt lassan terjeszkedik. A másik, lazán kapcsolódó államalakulat az Oderut.
A Kaven e társadalmon belül helyezkedik el, de nem önálló politikai egység, hanem egy minden államban jelenlévő, nagyon erős hagyományokkal rendelkező, a társadalom többi részétől elzárkózó, vallásos értékrendű autonóm közösség. Felépítése is eltér az őt övező társadalométól: nagycsaládok alkotják, s aki nem tartozik ezek valamelyikéhez, nem tartozhat a közösséghez sem. Aki elhagyja a családját a Kavent hagyja el, és fordítva. A Kaven elhagyása a kiszakadás, s az eltávozottak a kiszakadtak, akiket sheymonnak is neveznek.
A Kaven vezetői a mazdrák (mesterek), akiknek két nagy csoportja van: az alacsonyabb rangú és képzettségű giidék, valamint ezek felettesei, a safirok. Mindkét csoport tagjai többé-kevésbé képzett mentalisták, bár nem képesek többre, mint érzelmek érzékelésére, s ennek mértéke is személyenként változó.

## Szereplők
Giin – A Kaven egyik legősibb és leggazdagabb családjának, a Raas családnak a tagja, mely az Alfa nevű államban (bolygón) él. Giin azonban, aki a család elsőszülöttje, s így örököse is volt, tizennyolc évesen lemondott elsőszülöttségi jogáról és safirnak állt. A történet kezdetén 45 éves, sikeres, köztiszteletnek örvendő oderuti mazdra. 
Judy (Judin) – A történet kezdetén 11 éves lány, aki édesanyja elhanyagolása miatt nevelőotthonban él. Zárkózott lány, aki nehezen köt barátságokat. 
Yaan – Giin öccsének, az idősebb Yaan-nak az elsőszülött fia. A történet kezdetén 17 éves, a család leendő örököse, aki a kaveni hagyományokat nehezen tudja elfogadni és sokat lázad ellenük.

## Cselekménye
|  | Alább a cselekmény részletei következnek! |

### Az első kötet története – Az ogfák vöröse
Az első kötet rövid prológusában (amely az egész történet prológusa is egyben) két gyerek születéséről kapunk hírt: Sheymonéról és Giinéről, akik mindketten az események kulcsszereplői lesznek. Sheymon onnan kapja nevét, hogy kaveni családja kitagadja anyját, mivel egy külsős gyerekével terhes.
Az első fejezet negyvenöt évvel a prológus után játszódik, főszereplője a tizenegy éves Judy, akiről végleg lemond az anyja (apját nem ismeri), s az eddigi ideiglenes nevelőotthonból, ahová a hatóságok anyja életvitele miatt helyezték, árvaotthonba kerül. Így amikor lehetőséget kap arra, hogy egy másik rendszerben (bolygón) lévő intézetbe kerüljön, anyja iránt érzett dühétől vezéreltetve elfogadja. E döntés következtében nem is találkozik többé vele.
A második fejezetben az immár 45 éves Giinnel találkozunk, immár mazdraként, akinek az egyik beosztottja meghalt egy közlekedési balesetben. Ennek körülményei tisztázatlanok, és sokáig azok is maradnak, felhívják viszont Giin figyelmét egy problémára, amely tetteinek mozgatórugója lesz: a kiszakadt, de visszatérni kívánó fiatalokra. Giin az ő érdekükben kezd kampányba.
A harmadik fejezet szól Yaanról, akinek a szokások szerint az egyetem előtt egy évet dolgoznia kell. Apja, akit kegyetlensége miatt nem szeret, cégük olyan részlegéhez küldi dolgozni, ahol először találkozik külsősökkel. Őket eleinte viszolygással figyeli, de nagykorúságához közeledve csapdában érzi magát: leendő munkahelyét és házastársa személyét egyaránt családja határozza majd meg, és élete értelmével kapcsolatban egyre több kétely gyötri.
A fejezetek eztán végig a Judy-Giin-Yaan sorrendet követik, a bennük leírt események főszereplőjük szemszögéből bontakoznak ki, és sokszor reflektálnak is egymásra. A könyv szerkezete ennek ellenére lineáris.
Judynak zárkózottsága és különcsége miatt nehézségei vannak az árvaházi beilleszkedéssel. Az egyetlen lány is, akivel valamelyest összebarátkozik, megszökik. Judyt a felnőttek ráveszik arra, hogy a többi gyerek között kérdezzen utána a szökött lánynak és barátnőinek, melynek köszönhetően a lányok előkerülnek, de Judyt a szökést szervező EI (Egyesült Ifjúság – egy szélsőséges és Kaven-ellenes ifjúsági csoport) aktivistái elkapják, és kis híján megölik. Ezután, hogy tőlük megvédjék, az otthon vezetői átteszik az árvaotthon kaveni részlegébe, ahol anyja öngyilkosságának híre is éri, valamint egy, a Kavenben kötelező felméréskor kiderül, hogy jó mentalista képezhető belőle. Csalódásai és keserűsége miatt azonban visszautasítja a többször is felajánlott lehetőséget.
Giin a kiszakadtak ügye kapcsán megismerkedik a Kiszakadt Közösségekkel, és egy külsős ismerőse hatására politikai kampányba is kezd: bírálja a Kaven álláspontját, mely a CSU-t és annak unionista politikáját támogatja. Yaan közben még inkább a külsősök felé fordul, ahol megismerkedik az EI-vel, és Brendonnal, ennek vezetőjével összebarátkozik, majd ki is szakad. A külsős világban nevet vált, s megpróbál új életet kezdeni. Végül azonban csak volt családja cégénél tud állást szerezni – inkognitóban.
Nem sokkal később Giint a Kaven Vezető Testülete felfüggeszti állásából, mert az a vád ellene, hogy van egy házasságon kívül született gyereke. Giin koncepciós pert sejt az események mögött. Amikor a vádat rábizonyítják, kiteszik állásából, s a döntést, hogy kikerüljön-e a Kavenből, családjára bízzák. Öccse ki akarja tenni, de anyjuk meggyőzi a családot, hogy Giint és lányát, aki nem más, mint Judy, fogadják vissza. Ezután a családi cég biztonsági vezetője lesz, de munkáját saját öccse és beosztottjai megvetése egyaránt nehézzé teszik. A cégnél véletlenül összeakad unokaöccsével, Yaannal, aki vállalja, hogy segít neki a biztonsági munkában, jóllehet addigra Yaan már a CSU-nak dolgozik. Kapcsolata Giinnel mégis elbizonytalanítja döntése helyességében.
Csakhogy akkor idősebb Yaan egy rossz döntése miatt több ezer ember meghal egy eredetileg a Raas cég ellen intézett támadásban. Ez adja végül meg az ifjabb Yaannak a végső lökést arra, hogy ellopja a cégtől azt a technológiát, amelyet a CSU kért tőle. A lopáshoz szervezett „elterelő hadművelet” azonban nagyon rosszul sül el: több családtagja meghal, köztük saját öccse is, és Judy életben maradása is sokáig kétséges.
Giint közben családja és a közvélemény rehabilitálja, családja megválasztja családfőnek és a cég igazgatója is lesz.
Az események fordulatai közben azt is magukkal hozzák, hogy előkerül a történet legelején közlekedési balesetben meghalt férfi gyilkosa, de ez az ügyet nem oldja meg. Giin összefut a Societas Electorummal, de a csekély információval nem tud mit kezdeni.
Yaan rossz lelkiismerettel menekül el a CSU-ra, bár lopására nem derül fény. Itt beiratkozik a katonai akadémiára, amelyet meglátogat Ghana Rundi, a CSU legfőbb hadura és Martyn, a CSU elnöke, akiről kiderül, hogy nem más, mint az a Sheymon, akinek születéséről a Prológusban szó volt, s származását tekintve Yaan távoli rokona is.
|  | Itt a vége a cselekmény részletezésének! |

## Érdekességek
- A könyv cselekménye több naprendszerben játszódik.
- Az egymást követő fejezetek címe rendre a három főszereplő neve: Judy – Yaan – Giin. A nézőpont ennek megfelelően fejezetenként változik.
- A könyvben nagy szerepet kapnak a vallási kérdések és különbségek.
- A főszereplők anyanyelve a nitan, amely a regény saját világában is egy mesterséges nyelv, s amelynek nyelvtanát a szerző teljesen kidolgozta a mai angol nyelv fejlődéséből kiindulva. A történetben ismételten megjelennek nitan nyelvű párbeszédek, idézetek, énekek.